# 다마사슴
다마사슴(학명: Dama dama)은 유럽에 분포하는 사슴과 다마사슴속에 속하는 사슴의 일종이다.

## 천적
천적은 스라소니, 늑대, 불곰인데, 붉은여우는 주로 새끼 사슴을 노린다.

## 분포
유럽 (지중해 연안)에서 소아시아에 걸쳐 분포한다. 남아프리카 공화국, 미국, 아르헨티나, 에콰도르, 오스트레일리아, 칠레, 뉴질랜드 등에 이입되었다.